# Observatorio astronómico Galileo Galilei
El observatorio astronómico Galileo Galiei de Suno es un observatorio italiano ubicado en Motto Zufolone, una comuna de la provincia de Novara. Su código MPC es 147 Observatorio Astronómico Suno .
Fue construido por la APAN (Asociación provincial de astrónomos aficionados de Novara) y entró en funcionamiento en 1985 . Posee una cúpula semiesférica con un diámetro de 4,5 m y una sala de conferencias. El telescopio principal es un reflector newtoniano con una apertura de 400 mm , una distancia focal de 2200 mm y una montura de horquilla ecuatorial. El telescopio secundario, utilizado como guía, es un reflector de 200 mm. El buscador es un refractor con una apertura de 120 mm.
El observatorio también realiza actividades de divulgación.
| (300325) 2007 QL4       | 26 de agosto de 2007    |
| (181661) Alessandro     | 29 de diciembre de 2007 |
| (349407) Stefaniafoglia | 29 de diciembre de 2007 |